# Unione Sportiva Salernitana 1973-1974
Questa pagina raccoglie i dati riguardanti l'Unione Sportiva Salernitana nelle competizioni ufficiali della stagione 1973-1974.

## Stagione
In seguito al cattivo esordio in Coppa Italia di Serie C edizione 1973-1974, il tecnico Nicola Chiricallo viene esonerato ancor prima che il campionato cominci, e al suo posto giunge Franco Viviani, che ha una settimana in più per preparare la squadra visto che la prima giornata viene rinviata causa l'epidemia di colera che investe Campania e Puglia.
Il campionato inizia dunque con la seconda giornata giocata sul neutro dell'Arturo Collana di Napoli contro la Turris a causa della provvisoria chiusura dello Stadio Vestuti di Salerno.
Nonostante il cambio di tecnico la squadra si piazza all'ottavo posto in classifica, mentre per quanto concerne la Coppa Italia di Serie C chiude al terzo posto (l'ultimo del proprio girone).
Tra le curiosità della stagione spiccano da un lato la doppia sfida di coppa contro i concittadini della Pro Salerno (2-1 all'andata per loro e 1-1 al ritorno), i quali vinceranno il girone e accederanno ai sedicesimi di finale, dall'altro il gol del portiere della Salernitana Giuseppe Valsecchi, realizzato su calcio di rigore in due tempi.

## Divise
La maglia della Salernitana 1973-1974.
| Casa |

## Organigramma societario
Fonte
Area direttiva
- Presidente: Amerigo Vessa
- Segretario: Mario Lupo

Area tecnica
- Allenatore: Nicola Chiricallo, dal 10/09/1973 Franco Viviani
- Allenatore in seconda: Mario Saracino
- Preparatore atletico: Raffaele Di Marino
- Magazziniere: Pasquale Sammarco

Area sanitaria
- Medico Sociale: Bruno Tescione
- Massaggiatore: Bruno Carmando

## Rosa
Fonte
| N. |                   | Ruolo | Calciatore          |
| -- | ----------------- | ----- | ------------------- |
|    | Italia (bandiera) | P     | Mario Amata         |
|    | Italia (bandiera) | P     | Salvatore Infernoso |
|    | Italia (bandiera) | P     | Giuseppe Valsecchi  |
|    | Italia (bandiera) | D     | Franco Corigliano   |
|    | Italia (bandiera) | D     | Carmine Gentile     |
|    | Italia (bandiera) | D     | Vincenzo Urbani     |
|    | Italia (bandiera) | D     | Gino Pigozzi        |
|    | Italia (bandiera) | D     | Giuseppe Riganti    |
|    | Italia (bandiera) | D     | Bernardo Rogora     |
|    | Italia (bandiera) | D     | Matteo Santucci     |
|    | Italia (bandiera) | D     | Emilio Trabalza     |
|    | Italia (bandiera) | C     | Paolo Bassi         |
|    | Italia (bandiera) | C     | Marcello Cammarano  |
|    | Italia (bandiera) | C     | Bruno Chinellato    |

| N. |                   | Ruolo | Calciatore            |
| -- | ----------------- | ----- | --------------------- |
|    | Italia (bandiera) | C     | Francesco Coppola     |
|    | Italia (bandiera) | C     | Mario Corsi           |
|    | Italia (bandiera) | C     | Massimo Di Gregorio   |
|    | Italia (bandiera) | C     | Claudio Di Pucchio    |
|    | Italia (bandiera) | C     | Pasquale Fiore        |
|    | Italia (bandiera) | C     | Roberto Posocco       |
|    | Italia (bandiera) | C     | Emilio Roda Balzarini |
|    | Italia (bandiera) | C     | Roberto Sonato        |
|    | Italia (bandiera) | A     | Aldo Busilacchi       |
|    | Italia (bandiera) | A     | Antonio Capone        |
|    | Italia (bandiera) | A     | Leonardo Di Francesco |
|    | Italia (bandiera) | A     | Lucio Lambiase        |
|    | Italia (bandiera) | A     | Lorenzo Migotto       |

## Risultati

### Serie C

#### Girone di andata
| Frosinone 1º novembre 1973 1ª giornata                   | Frosinone | 1 – 1 Recupero referto | Salernitana | Stadio Matusa |
| \| \| \| \| \| Massari 25’ \| Marcatori \| 78’ Capone \| |           |                        |             |               |
|                                                          |           |                        |             |               |
| Massari 25’                                              | Marcatori | 78’ Capone             |             |               |

| Napoli 23 settembre 1973 2ª giornata                                   | Salernitana | 1 – 2 Campo neutro referto | Turris | Stadio Arturo Collana |
| \| \| \| \| \| Santucci 47’ \| Marcatori \| 45’ Medeot 82’ Arbitrio \| |             |                            |        |                       |
|                                                                        |             |                            |        |                       |
| Santucci 47’                                                           | Marcatori   | 45’ Medeot 82’ Arbitrio    |        |                       |

| Caserta 30 settembre 1973 3ª giornata                | Casertana | 0 – 2 referto      | Salernitana | Stadio Alberto Pinto |
| \| \| \| \| \| \| Marcatori \| 2’, 23’ Busilacchi \| |           |                    |             |                      |
|                                                      |           |                    |             |                      |
|                                                      | Marcatori | 2’, 23’ Busilacchi |             |                      |

| Salerno 7 ottobre 1973 4ª giornata               | Salernitana | 1 – 0 referto | Juventus Stabia | Stadio Donato Vestuti |
| \| \| \| \| \| Busilacchi 69’ \| Marcatori \| \| |             |               |                 |                       |
|                                                  |             |               |                 |                       |
| Busilacchi 69’                                   | Marcatori   |               |                 |                       |

| Trapani 14 ottobre 1973 5ª giornata                    | Trapani   | 2 – 0 referto | Salernitana | Stadio Polisportivo Provinciale |
| \| \| \| \| \| Pescosolido 30’, 89’ \| Marcatori \| \| |           |               |             |                                 |
|                                                        |           |               |             |                                 |
| Pescosolido 30’, 89’                                   | Marcatori |               |             |                                 |

| Salerno 21 ottobre 1973 6ª giornata                      | Salernitana | 1 – 1 referto | Nocerina | Stadio Donato Vestuti |
| \| \| \| \| \| Capone 13’ \| Marcatori \| 82’ Manbrin \| |             |               |          |                       |
|                                                          |             |               |          |                       |
| Capone 13’                                               | Marcatori   | 82’ Manbrin   |          |                       |

| Latina 28 ottobre 1973 7ª giornata              | Latina    | 1 – 0 referto | Salernitana | Stadio Comunale |
| \| \| \| \| \| Altobelli 78’ \| Marcatori \| \| |           |               |             |                 |
|                                                 |           |               |             |                 |
| Altobelli 78’                                   | Marcatori |               |             |                 |

| Salerno 4 novembre 1973 8ª giornata              | Salernitana | 2 – 0 referto | Pescara | Stadio Donato Vestuti |
| \| \| \| \| \| Capone 5’, 88’ \| Marcatori \| \| |             |               |         |                       |
|                                                  |             |               |         |                       |
| Capone 5’, 88’                                   | Marcatori   |               |         |                       |

| Matera 11 novembre 1973 9ª giornata | Matera | 0 – 0 referto | Salernitana | Stadio XXI Settembre |

| Salerno 18 novembre 1973 10ª giornata              | Salernitana | 1 – 0 referto | Siracusa | Stadio Donato Vestuti |
| \| \| \| \| \| Di Francesco 79’ \| Marcatori \| \| |             |               |          |                       |
|                                                    |             |               |          |                       |
| Di Francesco 79’                                   | Marcatori   |               |          |                       |

| Crotone 25 novembre 1973 11ª giornata           | Crotone   | 1 – 0 referto | Salernitana | Stadio Ezio Scida |
| \| \| \| \| \| Battilani 73’ \| Marcatori \| \| |           |               |             |                   |
|                                                 |           |               |             |                   |
| Battilani 73’                                   | Marcatori |               |             |                   |

| Salerno 2 dicembre 1973 12ª giornata                                                                     | Salernitana | 5 – 0 referto | Marsala | Stadio Donato Vestuti |
| \| \| \| \| \| Petrone 19’ (aut.) Capone 41’ (rig.), 52’, 71’ (rig.) Di Francesco 54’ \| Marcatori \| \| |             |               |         |                       |
| |             |               |         |                       |
| Petrone 19’ (aut.) Capone 41’ (rig.), 52’, 71’ (rig.) Di Francesco 54’                                   | Marcatori   |               |         |                       |

| Chieti 9 dicembre 1973 13ª giornata                                                         | Chieti    | 3 – 2 referto                 | Salernitana | Stadio Guido Angelini |
| \| \| \| \| \| Ciceri 14’, 82’ Berardi 57’ \| Marcatori \| 58’ Di Francesco 90+1’ Capone \| |           |                               |             |                       |
|                                                                                             |           |                               |             |                       |
| Ciceri 14’, 82’ Berardi 57’                                                                 | Marcatori | 58’ Di Francesco 90+1’ Capone |             |                       |

| Salerno 16 dicembre 1973 14ª giornata                          | Salernitana | 0 – 2 referto                | Pro Vasto | Stadio Donato Vestuti |
| \| \| \| \| \| \| Marcatori \| 37’ Minervini 85’ Lo Vecchio \| |             |                              |           |                       |
|                                                                |             |                              |           |                       |
|                                                                | Marcatori   | 37’ Minervini 85’ Lo Vecchio |           |                       |

| Cosenza 23 dicembre 1973 15ª giornata       | Cosenza   | 0 – 1 referto | Salernitana | Stadio San Vito |
| \| \| \| \| \| \| Marcatori \| 87’ Corsi \| |           |               |             |                 |
|                                             |           |               |             |                 |
|                                             | Marcatori | 87’ Corsi     |             |                 |

| Salerno 6 gennaio 1974 16ª giornata             | Salernitana | 1 – 0 referto | Barletta | Stadio Donato Vestuti |
| \| \| \| \| \| Valsecchi 71’ \| Marcatori \| \| |             |               |          |                       |
|                                                 |             |               |          |                       |
| Valsecchi 71’                                   | Marcatori   |               |          |                       |

| Lecce 13 gennaio 1974 17ª giornata                              | Lecce     | 3 – 0 referto | Salernitana | Stadio Via del Mare |
| \| \| \| \| \| Giagnoni 47’ Fiaschi 76’, 81’ \| Marcatori \| \| |           |               |             |                     |
|                                                                 |           |               |             |                     |
| Giagnoni 47’ Fiaschi 76’, 81’                                   | Marcatori |               |             |                     |

| Salerno 20 gennaio 1974 18ª giornata             | Salernitana | 1 – 0 referto | Sorrento | Stadio Donato Vestuti |
| \| \| \| \| \| Chinellato 22’ \| Marcatori \| \| |             |               |          |                       |
|                                                  |             |               |          |                       |
| Chinellato 22’                                   | Marcatori   |               |          |                       |

| Acireale 27 gennaio 1974 19ª giornata | Acireale | 0 – 0 referto | Salernitana | Stadio comunale |

#### Girone di ritorno
| Salerno 3 febbraio 1974 20ª giornata                   | Salernitana | 2 – 0 referto | Frosinone | Stadio Donato Vestuti |
| \| \| \| \| \| Urbani 37’ Corsi 85’ \| Marcatori \| \| |             |               |           |                       |
|                                                        |             |               |           |                       |
| Urbani 37’ Corsi 85’                                   | Marcatori   |               |           |                       |

| Torre del Greco 10 febbraio 1974 21ª giornata  | Turris    | 1 – 0 referto | Salernitana | Stadio Amerigo Liguori |
| \| \| \| \| \| Arbitrio 87’ \| Marcatori \| \| |           |               |             |                        |
|                                                |           |               |             |                        |
| Arbitrio 87’                                   | Marcatori |               |             |                        |

| Salerno 17 febbraio 1974 22ª giornata          | Salernitana | 1 – 0 referto | Casertana | Stadio Donato Vestuti |
| \| \| \| \| \| Santucci 10’ \| Marcatori \| \| |             |               |           |                       |
|                                                |             |               |           |                       |
| Santucci 10’                                   | Marcatori   |               |           |                       |

| Castellammare di Stabia 24 febbraio 1974 23ª giornata                                          | Juventus Stabia | 3 – 1 referto | Salernitana | Stadio San Marco |
| \| \| \| \| \| Martella 4’ (rig.) Santucci 48’ (aut.) Prota 69’ \| Marcatori \| 77’ Migotto \| |                 |               |             |                  |
|                                                                                                |                 |               |             |                  |
| Martella 4’ (rig.) Santucci 48’ (aut.) Prota 69’                                               | Marcatori       | 77’ Migotto   |             |                  |

| Salerno 3 marzo 1974 24ª giornata                      | Salernitana | 1 – 1 referto | Trapani | Stadio Donato Vestuti |
| \| \| \| \| \| Corsi 24’ \| Marcatori \| 63’ Casisa \| |             |               |         |                       |
|                                                        |             |               |         |                       |
| Corsi 24’                                              | Marcatori   | 63’ Casisa    |         |                       |

| Nocera Inferiore 17 marzo 1974 25ª giornata | Nocerina | 0 – 0 referto | Salernitana | Stadio San Francesco d'Assisi |

| Salerno 24 marzo 1974 26ª giornata                 | Salernitana | 1 – 0 referto | Latina | Stadio Donato Vestuti |
| \| \| \| \| \| Di Francesco 27’ \| Marcatori \| \| |             |               |        |                       |
|                                                    |             |               |        |                       |
| Di Francesco 27’                                   | Marcatori   |               |        |                       |

| Pescara 31 marzo 1974 27ª giornata                                | Pescara   | 2 – 0 referto | Salernitana | Stadio Adriatico |
| \| \| \| \| \| Ciardella 38’ (rig.) Rosati 57’ \| Marcatori \| \| |           |               |             |                  |
|                                                                   |           |               |             |                  |
| Ciardella 38’ (rig.) Rosati 57’                                   | Marcatori |               |             |                  |

| Salerno 6 aprile 1974 28ª giornata                            | Salernitana | 2 – 0 referto | Matera | Stadio Donato Vestuti |
| \| \| \| \| \| Di Francesco 14’ Capone 82’ \| Marcatori \| \| |             |               |        |                       |
|                                                               |             |               |        |                       |
| Di Francesco 14’ Capone 82’                                   | Marcatori   |               |        |                       |

| Siracusa 15 aprile 1974 29ª giornata         | Siracusa  | 1 – 0 referto | Salernitana | Stadio Comunale |
| \| \| \| \| \| Crippa 42’ \| Marcatori \| \| |           |               |             |                 |
|                                              |           |               |             |                 |
| Crippa 42’                                   | Marcatori |               |             |                 |

| Salerno 21 aprile 1974 30ª giornata                          | Salernitana | 1 – 1 referto | Crotone | Stadio Donato Vestuti |
| \| \| \| \| \| Di Francesco 52’ \| Marcatori \| 32’ Rocca \| |             |               |         |                       |
|                                                              |             |               |         |                       |
| Di Francesco 52’                                             | Marcatori   | 32’ Rocca     |         |                       |

| Marsala 28 aprile 1974 31ª giornata | Marsala | 0 – 0 referto | Salernitana | Stadio Antonino Lombardo Angotta |

| Salerno 5 maggio 1974 32ª giornata | Salernitana | 0 – 0 referto | Chieti | Stadio Donato Vestuti |

| Vasto 12 maggio 1974 33ª giornata | Pro Vasto | 0 – 0 referto | Salernitana | Stadio Aragona |

| Salerno 19 maggio 1974 34ª giornata                          | Salernitana | 1 – 1 referto | Cosenza | Stadio Donato Vestuti |
| \| \| \| \| \| Chinellato 44’ \| Marcatori \| 22’ Bompani \| |             |               |         |                       |
|                                                              |             |               |         |                       |
| Chinellato 44’                                               | Marcatori   | 22’ Bompani   |         |                       |

| Barletta 26 maggio 1974 35ª giornata       | Barletta  | 1 – 0 referto | Salernitana | Stadio Comunale |
| \| \| \| \| \| Rossi 1’ \| Marcatori \| \| |           |               |             |                 |
|                                            |           |               |             |                 |
| Rossi 1’                                   | Marcatori |               |             |                 |

| Salerno 2 giugno 1974 36ª giornata            | Salernitana | 0 – 1 referto | Lecce | Stadio Donato Vestuti |
| \| \| \| \| \| \| Marcatori \| 84’ Ferrari \| |             |               |       |                       |
|                                               |             |               |       |                       |
|                                               | Marcatori   | 84’ Ferrari   |       |                       |

| Sorrento 9 giugno 1974 37ª giornata          | Sorrento  | 1 – 0 referto | Salernitana | Stadio Italia |
| \| \| \| \| \| Vivone 80’ \| Marcatori \| \| |           |               |             |               |
|                                              |           |               |             |               |
| Vivone 80’                                   | Marcatori |               |             |               |

| Salerno 16 giugno 1974 38ª giornata                                  | Salernitana | 2 – 0 referto | Acireale | Stadio Donato Vestuti |
| \| \| \| \| \| Capone 32’ (rig.) Di Francesco 40’ \| Marcatori \| \| |             |               |          |                       |
|                                                                      |             |               |          |                       |
| Capone 32’ (rig.) Di Francesco 40’                                   | Marcatori   |               |          |                       |

### Coppa Italia Semiprofessionisti

#### Fase a gironi
| Castrovillari 29 agosto 1973 2ª giornata                                         | Castrovillari | 2 – 1 referto | Salernitana |  |
| \| \| \| \| \| La Polla 54’ De Girolamo 86’ (rig.) \| Marcatori \| 77’ Urbani \| |               |               |             |  |
|                                                                                  |               |               |             |  |
| La Polla 54’ De Girolamo 86’ (rig.)                                              | Marcatori     | 77’ Urbani    |             |  |

| Salerno 2 settembre 1973 3ª giornata                                              | Pro Salerno | 2 – 1 referto         | Salernitana | Stadio Donato Vestuti |
| \| \| \| \| \| Piscopo 23’ Moliterno 48’ \| Marcatori \| 12’ (rig.) Chinellato \| |             |                       |             |                       |
|                                                                                   |             |                       |             |                       |
| Piscopo 23’ Moliterno 48’                                                         | Marcatori   | 12’ (rig.) Chinellato |             |                       |

| Salerno 26 settembre 1973 5ª giornata                           | Salernitana | 1 – 1 referto | Pro Salerno | Stadio Donato Vestuti |
| \| \| \| \| \| Di Francesco 13’ \| Marcatori \| 15’ Toniutto \| |             |               |             |                       |
|                                                                 |             |               |             |                       |
| Di Francesco 13’                                                | Marcatori   | 15’ Toniutto  |             |                       |

| Salerno 17 ottobre 1973 6ª giornata                                                    | Salernitana | 3 – 1 referto | Castrovillari | Stadio Donato Vestuti |
| \| \| \| \| \| Pigozzi 40’ Coppola 52’ Di Pucchio 60’ \| Marcatori \| 86’ Valbonesi \| |             |               |               |                       |
|                                                                                        |             |               |               |                       |
| Pigozzi 40’ Coppola 52’ Di Pucchio 60’                                                 | Marcatori   | 86’ Valbonesi |               |                       |

## Statistiche

### Statistiche di squadra
| Competizione                    | Punti | In casa | In casa | In casa | In casa | In casa | In casa | In trasferta | In trasferta | In trasferta | In trasferta | In trasferta | In trasferta | Totale | Totale | Totale | Totale | Totale | Totale | DR |
| Competizione                    | Punti | G       | V       | N       | P       | Gf      | Gs      | G            | V            | N            | P            | Gf           | Gs           | G      | V      | N      | P      | Gf     | Gs     | DR |
| ------------------------------- | ----- | ------- | ------- | ------- | ------- | ------- | ------- | ------------ | ------------ | ------------ | ------------ | ------------ | ------------ | ------ | ------ | ------ | ------ | ------ | ------ | -- |
| Serie C                         | 37    | 19      | 11      | 5       | 3       | 24      | 9       | 19           | 2            | 6            | 11           | 7            | 20           | 38     | 13     | 11     | 14     | 31     | 29     | +2 |
| Coppa Italia Semiprofessionisti | 4     | 2       | 1       | 1       | 0       | 4       | 2       | 2            | 0            | 0            | 2            | 2            | 4            | 4      | 1      | 1      | 2      | 6      | 6      | 0  |
| Totale                          | -     | 21      | 12      | 6       | 3       | 28      | 11      | 21           | 2            | 6            | 13           | 9            | 24           | 42     | 14     | 12     | 16     | 37     | 35     | +2 |

### Andamento in campionato
| Giornata  | 1 | 2 | 3 | 4 | 5 | 6 | 7 | 8 | 9 | 10 | 11 | 12 | 13 | 14 | 15 | 16 | 17 | 18 | 19 | 20 | 21 | 22 | 23 | 24 | 25 | 26 | 27 | 28 | 29 | 30 | 31 | 32 | 33 | 34 | 35 | 36 | 37 | 38 |
| --------- | - | - | - | - | - | - | - | - | - | -- | -- | -- | -- | -- | -- | -- | -- | -- | -- | -- | -- | -- | -- | -- | -- | -- | -- | -- | -- | -- | -- | -- | -- | -- | -- | -- | -- | -- |
| Luogo     | T | N | T | C | T | C | T | C | T | C  | T  | C  | T  | C  | T  | C  | T  | C  | T  | C  | T  | C  | T  | C  | T  | C  | T  | C  | T  | C  | T  | C  | T  | C  | T  | C  | T  | C  |
| Risultato | N | P | V | V | P | N | P | V | N | V  | P  | V  | P  | P  | V  | V  | P  | V  | N  | V  | P  | V  | P  | N  | N  | V  | P  | V  | P  | N  | N  | N  | N  | N  | P  | P  | P  | V  |

Legenda:

Luogo: N = Campo neutro; C = Casa; T = Trasferta. Risultato: V = Vittoria; N = Pareggio; P = Sconfitta.

### Statistiche dei giocatori
Fonte
| Giocatore         | Serie C  | Serie C | Serie C     | Serie C    | Coppa Italia Semiprofessionisti | Coppa Italia Semiprofessionisti | Coppa Italia Semiprofessionisti | Coppa Italia Semiprofessionisti | Totale   | Totale | Totale      | Totale     |
| Giocatore         | Presenze | Reti    | Ammonizioni | Espulsioni | Presenze                        | Reti                            | Ammonizioni                     | Espulsioni                      | Presenze | Reti   | Ammonizioni | Espulsioni |
| ----------------- | -------- | ------- | ----------- | ---------- | ------------------------------- | ------------------------------- | ------------------------------- | ------------------------------- | -------- | ------ | ----------- | ---------- |
| M. Amata          | 6        | -1      | ?           | ?          | ?                               | -?                              | ?                               | ?                               | 6+       | -1+    | ?           | ?          |
| P. Bassi          | 5        | 0       | ?           | ?          | ?                               | 0                               | ?                               | ?                               | 5+       | 0      | ?           | ?          |
| A. Busilacchi     | 6        | 3       | ?           | ?          | ?                               | 0                               | ?                               | ?                               | 6+       | 3      | ?           | ?          |
| M. Cammarano      | 3        | 0       | ?           | ?          | ?                               | 0                               | ?                               | ?                               | 3+       | 0      | ?           | ?          |
| A. Capone         | 36       | 10      | ?           | ?          | ?                               | 0                               | ?                               | ?                               | 36+      | 10     | ?           | ?          |
| B. Chinellato     | 35       | 2       | ?           | ?          | ?                               | 1                               | ?                               | ?                               | 35+      | 3      | ?           | ?          |
| F. Coppola        | 22       | 0       | ?           | ?          | ?                               | 1                               | ?                               | ?                               | 22+      | 1      | ?           | ?          |
| F. Corigliano     | 37       | 0       | ?           | ?          | ?                               | 0                               | ?                               | ?                               | 37+      | 0      | ?           | ?          |
| M. Corsi          | 19       | 3       | ?           | ?          | ?                               | 0                               | ?                               | ?                               | 19+      | 3      | ?           | ?          |
| L. Di Francesco   | 36       | 7       | ?           | ?          | ?                               | 1                               | ?                               | ?                               | 36+      | 8      | ?           | ?          |
| M. Di Gregorio    | 1        | 0       | ?           | ?          | ?                               | 0                               | ?                               | ?                               | 1+       | 0      | ?           | ?          |
| C. Di Pucchio     | 2        | 0       | ?           | ?          | ?                               | 1                               | ?                               | ?                               | 2+       | 1      | ?           | ?          |
| P. Fiore          | 1        | 0       | ?           | ?          | ?                               | 0                               | ?                               | ?                               | 1+       | 0      | ?           | ?          |
| C. Gentile        | 10       | 0       | ?           | ?          | ?                               | 0                               | ?                               | ?                               | 10+      | 0      | ?           | ?          |
| S. Infernoso      | 1        | -0      | ?           | ?          | ?                               | -?                              | ?                               | ?                               | 1+       | -0+    | ?           | ?          |
| L. Lambiase       | 2        | 0       | ?           | ?          | ?                               | 0                               | ?                               | ?                               | 2+       | 0      | ?           | ?          |
| L. Migotto        | 17       | 1       | ?           | ?          | ?                               | 0                               | ?                               | ?                               | 17+      | 1      | ?           | ?          |
| G. Pigozzi        | 37       | 0       | ?           | ?          | ?                               | 1                               | ?                               | ?                               | 37+      | 1      | ?           | ?          |
| R. Posocco        | 9        | 0       | ?           | ?          | ?                               | 0                               | ?                               | ?                               | 9+       | 0      | ?           | ?          |
| G. Riganti        | 8        | 0       | ?           | ?          | ?                               | 0                               | ?                               | ?                               | 8+       | 0      | ?           | ?          |
| E. Roda Balzarini | 11       | 0       | ?           | ?          | ?                               | 0                               | ?                               | ?                               | 11+      | 0      | ?           | ?          |
| B. Rogora         | 26       | 0       | ?           | ?          | ?                               | 0                               | ?                               | ?                               | 26+      | 0      | ?           | ?          |
| M. Santucci       | 37       | 2       | ?           | ?          | ?                               | 0                               | ?                               | ?                               | 37+      | 2      | ?           | ?          |
| R. Sonato         | 1        | 0       | ?           | ?          | ?                               | 0                               | ?                               | ?                               | 1+       | 0      | ?           | ?          |
| E. Trabalza       | 17       | 0       | ?           | ?          | ?                               | 0                               | ?                               | ?                               | 17+      | 0      | ?           | ?          |
| V. Urbani         | 33       | 1       | ?           | ?          | ?                               | 1                               | ?                               | ?                               | 33+      | 2      | ?           | ?          |
| G. Valsecchi      | 34       | -28+1   | ?           | ?          | ?                               | -?                              | ?                               | ?                               | 34+      | -27+   | ?           | ?          |

## Giovanili

### Organigramma
Fonte
- Allenatore Berretti: Mario Saracino

### Piazzamenti
- Berretti:
  - Campionato: